# 科洛梅奇哈市鎮
科洛梅奇哈乡级市镇（烏克蘭語：Коломийчиська сільська громада）是乌克兰盧甘斯克州斯瓦托韋區的一个市镇，行政中心为科洛梅奇哈村。截至2021年1月1日，当地总人口为2,912人。

## 历史沿革
2018年8月2日由原科洛梅奇哈村拉达与赖霍罗德卡村拉达辖区合并而成，2020年行政区划改革后，又并入库泽米夫卡村拉达、斯泰利马希夫卡村拉达和科瓦利夫卡村拉达。

## 聚居点
该市镇辖下列21个居民点，均为村庄。

### 村庄列表
- 安德里伊夫卡
- 沃洛德米里夫卡
- 傑雷利內
- 卡爾馬濟尼夫卡
- 科瓦利夫卡
- 科洛梅奇哈（行政中心）
- 克里沃希伊夫卡
- 庫澤米夫卡
- 姆亞索扎里夫卡
- 納迪亞
- 内茹里内
- 新叶霍里夫卡 (原斯韦尔德洛夫卡)
- 新叶霍里夫卡 (原新赫里霍里夫卡)
- 诺沃塞里夫斯凯（烏克蘭語：Новоселівське (Сватівський район)）
- 帕塔拉希夫卡
- 皮德庫伊昌斯凱
- 波皮夫卡
- 賴霍羅德卡
- 塞爾希伊夫卡
- 斯泰利馬希夫卡
- 斯托羅日夫卡